# Gmina Skara
Gmina Skara (szw. Skara kommun) – gmina w Szwecji, w regionie Västra Götaland, z siedzibą w Skara.
Pod względem zaludnienia Skara jest 128. gminą w Szwecji. Zamieszkuje ją 18 507 osób, z czego 50,74% to kobiety (9391) i 49,26% to mężczyźni (9116). W gminie zameldowanych jest 565 cudzoziemców. Na każdy kilometr kwadratowy przypada 42,06 mieszkańca. Pod względem wielkości gmina zajmuje 186. miejsce.